# Cerevkî, Mirhorod
Cerevkî (în ucraineană Черевки) este localitatea de reședință a comunei Cerevkî din raionul Mirhorod, regiunea Poltava, Ucraina.

## Demografie
Componența lingvistică a localității Cerevkî
     Ucraineană (97,13%)
     Rusă (2,57%)
Conform recensământului din 2001, majoritatea populației localității Cerevkî era vorbitoare de ucraineană (97,13%), existând în minoritate și vorbitori de rusă (2,57%).